# Georges Grün
Georges Serge Grün (Schaerbeek, Belgija, 25. siječnja 1962.) je bivši belgijski nogometaš te kapetan nacionalne reprezentacije. S Belgijom je nastupio na jednom europskom (1984.) te tri uzastopna svjetska (1986., 1990. i 1994.) prvenstva. Danas radi kao komentator utakmica Lige prvaka na kanalu RTL TVI.

## Karijera

### Klupska karijera
Georges Grün je nogometnu karijeru započeo 1982. godine u briselskom Anderlechtu. S klubom je već sljedeće godine osvojio Kup UEFA a bio je i trostruki uzastopni prvak Belgije. U Anderlechtu se zadržao do 1990. godine kada prelazi u Parmu. Za Emilijane je nastupao četiri sezone i u tom razdoblju je osvojio po jedan nacionalni (Coppa Italia) i europski (Kup pobjednika kupova) kup.
Godine 1994. Grün se vraća u Anderlecht s kojim je ponovo bio belgijski prvak da bi karijeru završio 1997. godine u dresu Reggiane.

### Reprezentativna karijera
Grün je za Belgiju debitirao 13. lipnja 1984. godine u susretu protiv Jugoslavije gdje je ujedno i zabio prvi reprezentativni pogodak. Tijekom dodatnih kvalifikacija za Svjetsko prvenstvo 1986. godine, Grün je bio golgeter na gostovanju kod Nizozemske koji se pokazao ključnim za plasman Belgije u samu završnicu. Na spomenutom turniru, Grün je s reprezentacijom osvojio četvrto mjesto. Belgija je najprije u polufinalu poražena od kasnijih prvaka Argentine s 2:0 dok je u borbi za broncu izgubila od Francuske nakon produžetaka, i to s 4:2.
Nakon toga uslijedili su nastupi na Svjetskom prvenstvu 1990. u Italiji i kasnije Svjetskom prvenstvu 1994. u SAD-u. Na potonjem turniru, Belgija je stigla do osmine finala. U tom susretu protiv Njemačke, Georges Grün je zabio gol, ali Belgija je u konačnici izgubila s 3:2.
Igrač se od nacionalne reprezentacije oprostio 1995. godine te je za nju odigrao ukupno 77 utakmica.

## Osvojeni trofeji

### Klupski trofeji
| Klub                 | Trofej                | Sezona / godina |
| Belgija              | Belgija               | Belgija         |
| -------------------- | --------------------- | --------------- |
| Anderlecht Bruxelles | Kup UEFA              | 1983.           |
| Anderlecht Bruxelles | Belgijsko prvenstvo   | 1984./85.       |
| Anderlecht Bruxelles | Belgijski Superkup    | 1985.           |
| Anderlecht Bruxelles | Belgijsko prvenstvo   | 1985./86.       |
| Anderlecht Bruxelles | Belgijsko prvenstvo   | 1986./87.       |
| Anderlecht Bruxelles | Belgijski Superkup    | 1987.           |
| Anderlecht Bruxelles | Belgijski kup         | 1988.           |
| Anderlecht Bruxelles | Belgijski kup         | 1989.           |
| Anderlecht Bruxelles | Belgijsko prvenstvo   | 1994./95.       |
| Anderlecht Bruxelles | Belgijski Superkup    | 1995.           |
| Italija              |                       |                 |
| Parma                | Coppa Italia          | 1992.           |
| Parma                | Kup pobjednika kupova | 1993.           |

## Vanjske poveznice
- National Football Teams.com
- Anderlecht-online.be